# Okres Radomsko
Okres Radomsko (polsky Powiat radomszczański) je okres v polském Lodžském vojvodství. Rozlohu má 1442,78 km² a v roce 2020 zde žilo 111 696 obyvatel. Sídlem správy okresu je město Radomsko.

## Gminy
Městská:
- Radomsko

Městsko-vesnické:
- Kamieńsk
- Przedbórz

Vesnické:
- Dobryszyce
- Gidle
- Gomunice
- Kobiele Wielkie
- Kodrąb
- Lgota Wielka
- Ładzice
- Masłowice
- Radomsko
- Wielgomłyny
- Żytno

## Města
- Radomsko
- Kamieńsk
- Przedbórz

## Sousední okresy
| Růžice kompasu | Bełchatów   | Piotrków Trybunalski | Opoczno    | Růžice kompasu |
| Růžice kompasu | Pajęczno    | Sever                | Końskie    | Růžice kompasu |
| Růžice kompasu | Pajęczno    | Okres Radomsko       | Końskie    | Růžice kompasu |
| Růžice kompasu | Pajęczno    | Jih                  | Końskie    | Růžice kompasu |
| Růžice kompasu | Čenstochová | Čenstochová          | Włoszczowa | Růžice kompasu |